# Seznam nejhlubších jezer v Evropě
Nejhlubší evropská jezera (nad 200 m) seřazená podle maximální hloubky.

## Tabulka největších jezer
| Pořadí | Jezero (stát)                                   | Maximální hloubka |
|        |                                                 | m                 |
| ------ | ----------------------------------------------- | ----------------- |
| 1.     | Hornindalsvatnet, (Norsko)                      | 514               |
| 2.     | Salsvatnet, (Norsko)                            | 464               |
| 3.     | Tinnsjå, (Norsko)                               | 460               |
| 4.     | Mjøsa, (Norsko)                                 | 444               |
| 5.     | Como, (Itálie)                                  | 410               |
| 6.     | Hranické jezírko, (Česko)                       | 404 (minimálně)   |
| 7.     | Fyresvatn, (Norsko)                             | 377               |
| 8.     | Suldalsvatnet, (Norsko)                         | 376               |
| 9.     | Lago Maggiore, (Itálie)                         | 372               |
| 10.    | Gardské jezero, (Itálie)                        | 346               |
| 11.    | Bandak, (Norsko)                                | 325               |
| 12.    | Lundevatnet, (Norsko)                           | 314               |
| 13.    | Ženevské jezero, (Francie, Švýcarsko)           | 310               |
| 14.    | Loch Morar, (Spojené království)                | 309               |
| 15.    | Storsjøen a Rendalen, (Norsko)                  | 309               |
| 16.    | Totak, (Norsko)                                 | 306               |
| 17.    | Tyrifjorden, (Norsko)                           | 295               |
| 18.    | Ohridské jezero, (Albánie, Makedonie)           | 285               |
| 19.    | Luganské jezero, (Itálie, Švýcarsko)            | 288               |
| 20.    | Breimsvatnet, (Norsko)                          | 278               |
| 21.    | Brienzské jezero, (Švýcarsko)                   | 260               |
| 22.    | Bodamské jezero, (Německo, Švýcarsko, Rakousko) | 254               |
| 23.    | Iseo, (Itálie)                                  | 251               |
| 24.    | Nisser, (Norsko)                                | 240               |
| 25.    | Jølstravatnet, (Norsko)                         | 233               |
| 26.    | Røssvatnet, (Norsko)                            | 231               |
| 27.    | Ladožské jezero, (Rusko)                        | 230               |
| 28.    | Loch Ness, (Spojené království)                 | 230               |
| 29.    | Oppstrynsvatnet, (Norsko)                       | 230               |
| 30.    | Tunnsjøen, (Norsko)                             | 222               |
| 31.    | Hornavan, (Švédsko)                             | 221               |
| 32.    | Dingevatnet, (Norsko)                           | 220               |
| 33.    | Thunské jezero, (Švýcarsko)                     | 215               |
| 34.    | Lucernské jezero, (Švýcarsko)                   | 214               |
| 35.    | Selbusjøen, (Norsko)                            | 206               |
| 36.    | Kviteseidvatnet, (Norsko)                       | 201               |

### Ostatní kontinenty
- Nejhlubší jezera v Africe
- Nejhlubší jezera v Antarktidě
- Nejhlubší jezera v Asii
- Nejhlubší jezera v Austrálii a Oceánii
- Nejhlubší jezera v Jižní Americe
- Nejhlubší jezera v Severní Americe